# يوليوس بيرجمان
يوليوس بيرجمان (بالألمانية: Julius Bergmann)‏ هو فيلسوف ألماني، ولد في 1 أبريل 1839، وتوفي في 24 أغسطس 1904 في ماربورغ في ألمانيا.